# Theodor Brorsen

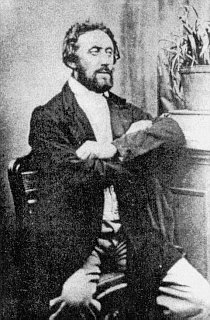
Theodor Brorsen

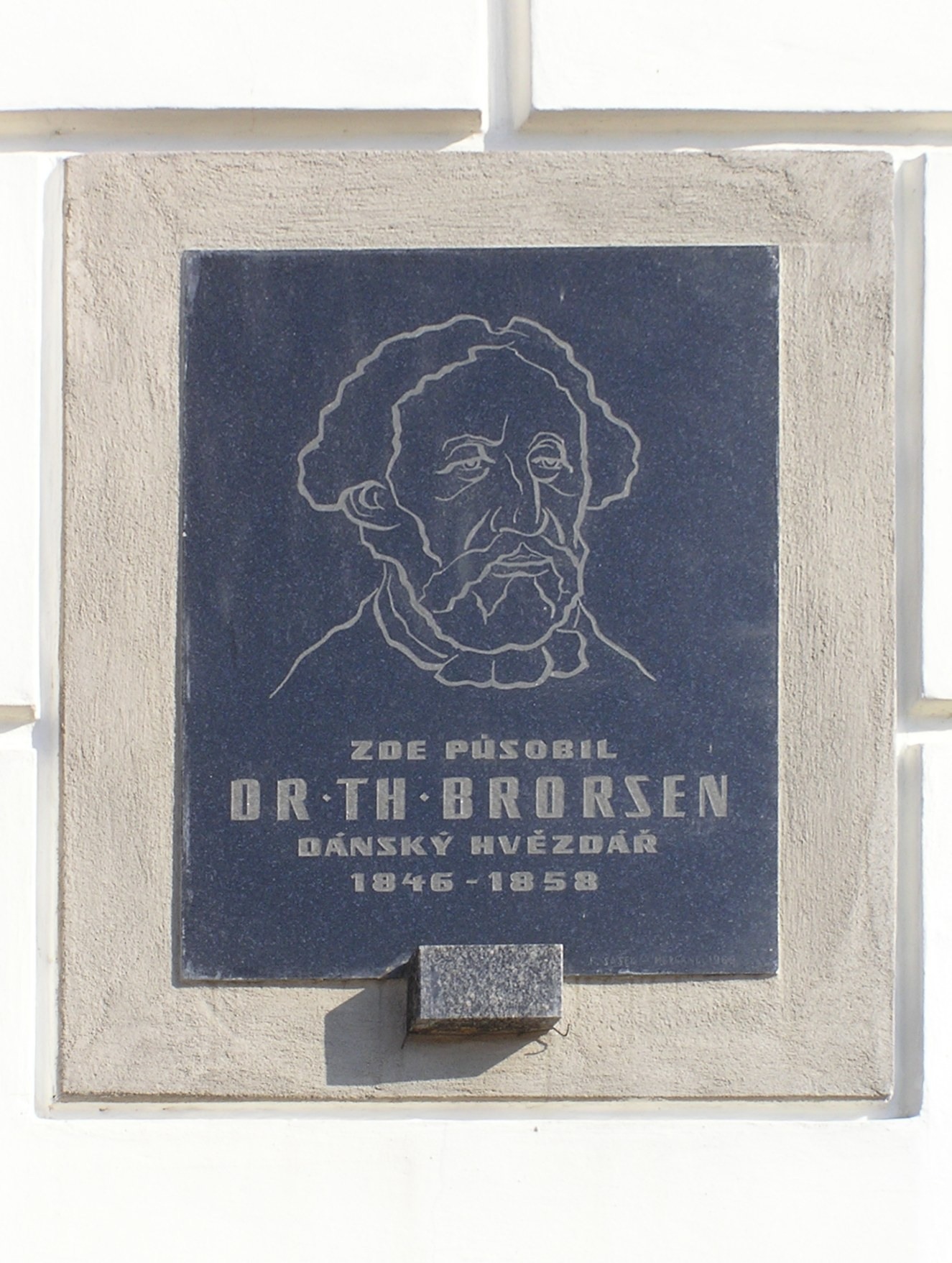
Gedenktafel im Schloss Žamberk

Theodor Johann Christian Ambders Brorsen (* 29. Juli 1819 in Nordborg; † 31. März 1895 ebenda) war ein dänischer Astronom.

## Leben
Theodor Brorsen wurde in Nordborg auf der Insel Alsen (Nordschleswig) als Sohn des Kapitäns Christian August Brorsen (1793–1840) und seiner Frau Annette Margrethe Gerhardine Schumacher (1788–1855) geboren. Seine drei Mittelnamen bekam er nach dem mütterlichen Großvater seiner Mutter, dem Nordborger Justizrat Johann Christian Ambders (1710–1795), einem Enkel des Pastors Andreas Ambders (1613–1687). Seit der Scheidung seiner Eltern 1822 wuchs Brorsen bei seiner Mutter auf. Deren gute finanzielle Verhältnisse gestatteten es ihm, nach erstem Unterricht durch Hauslehrer die Schule der Brüdergemeine in Christiansfeld (1826–1829) und dann bis 1839 die Lateinschule in Flensburg zu besuchen. Auf Wunsch seiner Mutter begann Brorsen zunächst ein Jurastudium in Kiel (1839), Berlin (1840), Heidelberg (1841) und wiederum Kiel (1842), gab jedoch dann seinen Neigungen nach und studierte ab 1844 Astronomie in Kiel.
1846 arbeitete Brorsen am astronomischen Observatorium in Kiel, 1847 in Altona. Das Angebot einer Stelle am Observatorium „Rundetårn“ (Runder Turm) in Kopenhagen lehnte er ab. Stattdessen nahm er eine Stelle am privaten Observatorium von John Parish in Senftenberg in Böhmen an. 1854 bewarb sich Brorsen ohne Erfolg auf die freigewordene Direktorenstelle des Observatoriums in Altona. Nach dem Tode des Barons Parish 1858 ließen dessen Erben das Observatorium in Senftenberg abreißen und die Instrumente verkaufen, obwohl Brorsen angeboten hatte, gratis weiterzuarbeiten. Trotzdem blieb Brorsen noch zwölf weitere Jahre in Senftenberg und setzte die Beobachtungen mit seinen eigenen Instrumenten fort, machte aber keine größeren Entdeckungen mehr.
1870 kehrte er in seine Heimatstadt Nordborg in Nordschleswig zurück, die seit dem Deutsch-Dänischen Krieg 1864 preußisch war und dann seit 1871 (bis zur Abstimmung 1920) zum Deutschen Reich gehörte, was Brorsen missbilligte. In Nordborg bezog er 1874 das heute noch erhaltene Haus Løjtertoft 11, wo er bis zu seinem Tod wohnte. Seine Halbschwestern Amalie Petrine Brorsen (1832–1911) und Marie Jensen führten ihm den Haushalt. In seinen Nordborger Jahren beschäftigte Brorsen sich jedoch kaum noch mit Astronomie, sondern vor allem mit Meteorologie (auch Polarlichtbeobachtungen) sowie mit Botanik, besonders mit Orchideenzucht.

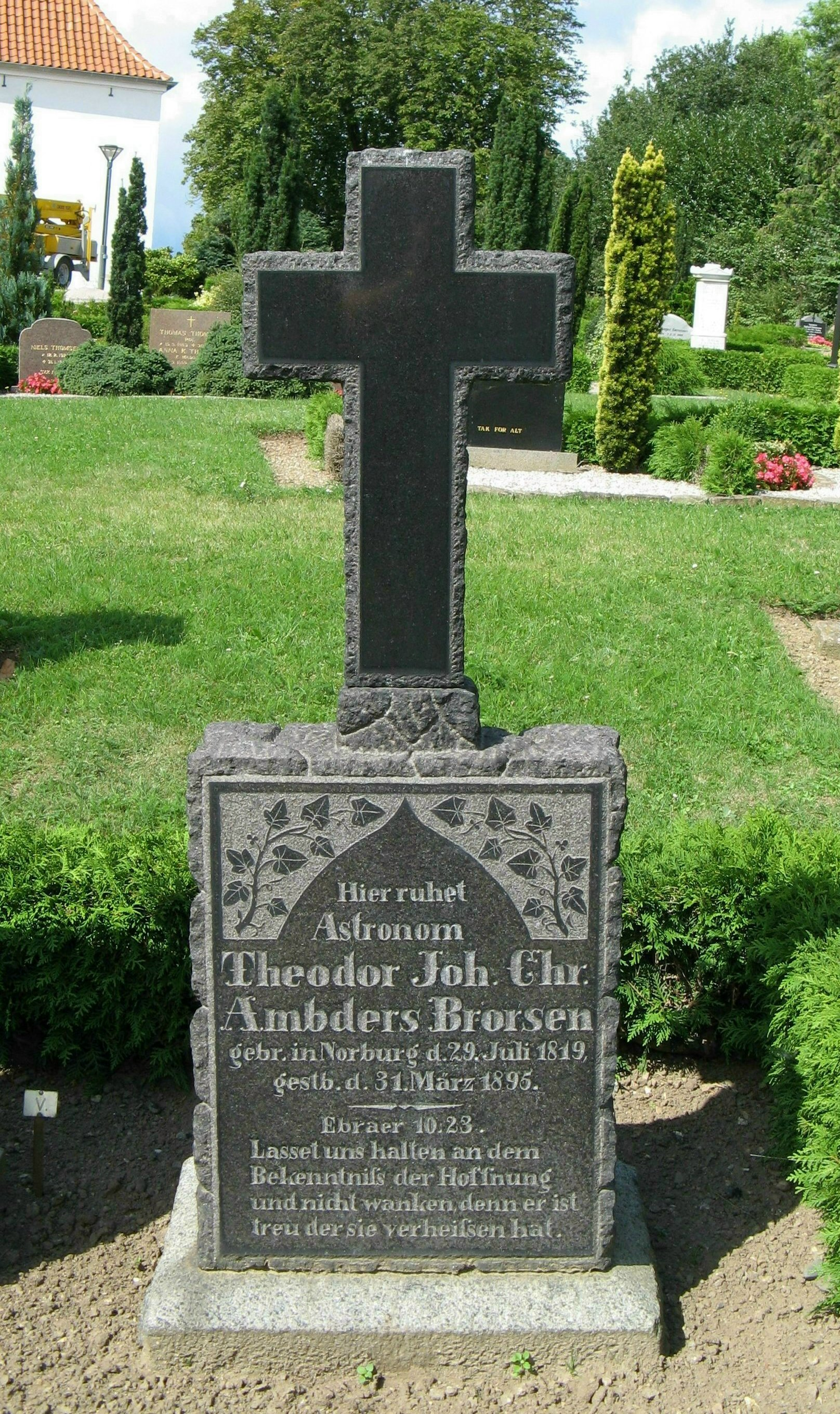
Brorsens Grabstein auf dem Friedhof in Nordborg

Persönlich war Brorsen ein introvertierter Charakter mit Bindungsängsten. Zweimal löste er ein Verlöbnis in letzter Minute wieder auf (erst mit Louise Lassen aus Sonderburg, dann mit Fräulein Bernkopf aus Senftenberg) und blieb daher unverheiratet. Gut belegt ist auch, dass er in seinen letzten 25 Jahren in Nordborg eigenwillige Verhaltensweisen an den Tag legte: Er gab wenig auf seine Kleidung Acht, ließ sein Haar lang wachsen, und wenn ihn seine Stiefel drückten, schnitt er an den entsprechenden Stellen Löcher hinein. Täglich badete er im Oldenor, einem See bei Nordborg; im Winter hackte er sich dazu ein Loch ins Eis. Brorsen starb am 31. März 1895 mit 75 Jahren und wurde am 5. April 1895 auf dem Nordborger Friedhof begraben, wo sein Grab noch heute besteht. Seit 1950 wird es von der Stadt Nordborg unterhalten.

## Entdeckungen
Brorsen entdeckte fünf Kometen: 1846 III, 1846 VII, 1847 V, 1851 III und 1851 IV. Zwei davon sind als periodische Kometen nach ihm benannt: Der Komet 1846 III heißt Brorsen und der Komet 1847 V heißt Brorsen-Metcalf (Metcalf nach seinem Wiederentdecker 1919). Der erstere Komet 5D/Brorsen (Umlaufzeit 5,46 Jahre) wurde nach fünf beobachteten Umläufen seit 1879 nicht mehr gesichtet; zu der aus oft kurzlebigen Kometen bestehenden Jupiter-Kometenfamilie gehörend, existiert er heute vermutlich nicht mehr. Der zweite nach Brorsen benannte Komet 23P/Brorsen-Metcalf (Umlaufzeit 70,54 Jahre, beobachtete Umläufe 1847, 1919 und 1989) gehört zur Halley-Kometenfamilie und ist für 2059 wieder zu erwarten. Bei der Entdeckung eines weiteren Kometen (1850 II) kam Brorsen ein US-amerikanischer Astronom, William Cranch Bond in Cambridge (Massachusetts), um sechs Tage zuvor. Möglicherweise entdeckte Brorsen zudem am 16. März 1854 einen siebten Kometen; diese Entdeckung konnte allerdings von anderen Astronomen nicht bestätigt werden.
1850 entdeckte Brorsen den heute als „Flammen-Nebel“ bekannten Gasnebel bei Zeta Orionis, NGC 2024, wieder neu, der jedoch zuvor – ohne Brorsens Wissen – schon 1786 von Wilhelm Herschel entdeckt und beschrieben worden war. 1856 entdeckte Brorsen den Kugelsternhaufen im Sternbild Schlange, der als NGC 6539 katalogisiert wurde.
1854 veröffentlichte Brorsen die ersten systematischen Untersuchungen über den sogenannten Gegenschein des Zodiakallichtes, in denen er auch das Phänomen bereits richtig erklärte. Dabei beschrieb Brorsen auch als erster, dass das Zodiakallicht den gesamten Himmel umfasst, denn Zodiakallicht und Gegenschein sind durch eine unter günstigen Bedingungen schwach sichtbare Lichtbrücke verbunden. Weiter untersuchte Brorsen Sternbedeckungen und die Eigenbewegung der Fixsterne. Als berechnender Astronom befasste er sich besonders mit den Perihelen von Kometen- und Planetenbahnen.

## Ehrungen
Für seine ersten drei Kometenentdeckungen erhielt Brorsen vom dänischen König Christian VIII. jeweils eine goldene Kometenmedaille; die ihm 1846 verliehene ist heute im staatlichen Museum im Sonderburger Schloss ausgestellt. Brorsen wurde 1850 zum korrespondierenden Mitglied des naturhistorischen Vereins in Senftenberg ernannt.
In seinem Heimatort Nordborg ist heute eine Straße (Th. Brorsens vej) nach Brorsen benannt.
Der Asteroid 3979, am 8. November 1983 von Antonín Mrkos in Kleť entdeckt, wurde auf Vorschlag von Jana Tichá „Brorsen“ genannt (MPC 27734 – 1996 August 28).